# Gunnar Helsengreen
Gunnar Helsengreen (Århus, 26 gennaio 1880 – 14 ottobre 1939) è stato un attore, regista e sceneggiatore danese.

## Filmografia

### Attore
- Den lille Hornblæser, regia di Eduard Schnedler-Sørensen - cortometraggio (1909)
- Den hvide slavehandel, regia di Alfred Cohn - cortometraggio (1910)
- Valdemar Sejr, regia di Gunnar Helsengreen (1910)
- I Bondefangerkløer, regia di Johannes Pedersen - cortometraggio (1910)
- Provinskomtessen (1910)
- Under Vesterbros Glødelamper, regia di Ernst Munkeboe - cortometraggio (1911)
- Il sogno nero (Den sorte drøm), regia di Urban Gad (1911)
- Dommeren - cortometraggio (1911)
- Mormonbyens Blomst - cortometraggio (1911)
- Et moderne Ægteskab, regia di Leo Tscherning - cortometraggio (1912)
- Menneskejægere - cortometraggio (1912)
- Pro forma, regia di Harriet Bloch - cortometraggio (1912)
- Holger Danske, regia di Eduard Schnedler-Sørensen - cortometraggio (1913)
- Fæstningsspioner - cortometraggio (1913)
- Karnevallets Hemmelighed, regia di Leo Tscherning - cortometraggio (1913)
- Haanden, der griber - cortometraggio (1913)
- Bøffen og bananen - cortometraggio (1913)
- Letsind - cortometraggio (1914)
- Muffen - cortometraggio (1914)
- Sexton Blake
- Skildpadden, regia di Laurids Skands (1915)
- Zirli - cortometraggio (1915)
- Lidenskabens Magt - cortometraggio (1915)
- Slør-Danserinden, regia di Rino Lupo - cortometraggio (1915)
- Fattig og rig, regia di Emanuel Gregers (1915)
- Retten sejrer, regia di Holger-Madsen (1918)
- Inkognito, regia di Valdemar Lauritzen (1937)
- Champagnegaloppen, regia di George Schnéevoigt (1938)

### Regista
- Elverhøj - cortometraggio (1910)
- En Helt fra 64 - cortometraggio (1910)
- Valdemar Sejr (1910)
- Greven af Luxemburg - cortometraggio (1910)
- Ansigttyven I (1910)
- Ansigttyven II (1910)
- Ambrosius - cortometraggio (1910)
- En hjemløs Fugl - cortometraggio (1911)
- Venus - cortometraggio (1911)
- I dødens brudeslør (1914)
- Proletargeniet - cortometraggio (1914)
- Elskovs Tornevej - cortometraggio (1915)
- Sexton Blake
- Menneskeskæbner (1915)

### Sceneggiatore
- Valdemar Sejr, regia di Gunnar Helsengreen (1910)
- Kapergasten, regia di Alfred Cohn (1910)